# Lymanopoda samius
Lymanopoda samius är en fjärilsart som beskrevs av William Chapman Hewitson 1851. Lymanopoda samius ingår i släktet Lymanopoda och familjen praktfjärilar. Inga underarter finns listade i Catalogue of Life.